# Bestseller
Een bestseller (letterlijk uit het Engels: bestverkopende) is een succesrijk boek of ander product dat binnen een bepaalde periode uitzonderlijk goed verkoopt. Uitgeverijen van boeken publiceren deze cijfers in statistieken die bestsellerlijsten worden genoemd. In de popmuziek duidt men de best verkopende platen aan met de benaming hits. Bij films die in een bepaalde periode volle zalen aantrekken, spreekt men over blockbusters.  De term bestseller wordt ook wel gebruikt voor andere media, zoals muziekalbums en computerspellen.
Het begrip is bij publicaties, met name bij boeken, relatief. Een succesboek uit de Harry Potter-reeks overtreft in aantal een succesboek als Komrijs Nederlandse poëzie, ook wel de Dikke Komrij genoemd.
Het boek The Bestseller Code van Jodie Archer en Matthew Jockers verscheen in 2016 en gaat over het schrijven van bestsellers. Tevens is er over ditzelfde onderwerp een Voor Dummies-boek geschreven, Een bestseller schrijven van Bart van Lierde.